# Викторетт, Вивиан
Ви́виан де Куэ́йроз Викторе́тт (род.1978) — бразильская актриса.

## Биография
Вивиан де Куэйроз Викторетт родилась 15 декабря 1978 года в Форталезе (штат Сеара, Бразилия). Занимается йогой и является вегетерианкой, ведёт здоровый образ жизни.

## Фильмография
Вивиан начала свою кинокарьеру в 1997 году и прославилась сыграв в нескольких успешных сериалов 2000-х, включая «Клон» (2001, роль Режининьи).
В 2005 году снялась для «Playboy».
Вивиан замужем за фотографом Диего Суассуна. В этом браке она родила своего первенца — дочь Джулию Суассуна (род.28.05.2009).

## Избранная фильмография
| Год  |   | Русское название | Оригинальное название | Роль                        |
| ---- | - | ---------------- | --------------------- | --------------------------- |
| 2002 | с | Клон             | O Clone               | Режина да Коста (Режининья) |